# Магазов, Азат Шаихзянович
Магазов Азат Шаихзянович (тат. Азат Шәехҗан улы Магазев, 17 декабря 1926 — 13 декабря 2015) — советский татарский писатель, заслуженный работник культуры Башкирской АССР, участник Великой Отечественной войны.

## Биография
Родился 17 декабря 1926 года в деревне Баязит Белебеевского кантона Башкирской АССР. Татарин Писал на татарском языке, произведения в переводе также издавались на башкирском и русском языках.
Азат рос третьим ребенком в многодетной семье. Известный ученый-микробиолог Риза Шаихъянович Магазов является его младшим братом.
В 1943 году он окончил среднюю школу и в ноябре этого года был призван в ряды Красной Армии. Его направили в школу младших авиаспециалистов в Орск. После окончания учебы, в июне 1944 года, он зачислен радиомехаником в состав 947-го Севастопольского штурмового авиационного полка. Азат Магазов участвовал в освобождении Прибалтики от фашистских захватчиков.
В 1952 году окончил Харьковское военное авиаучилище штурманов, одновременно учился в Харьковском пединституте, который окончил в 1953 году. Кадровой армейской службе Азат Магазов отдал в общей сложности около тридцати лет. В 1972 году в звании полковника авиации, по состоянию здоровья, приказом Министра обороны СССР уволен с действительной военной службы в отставку по статье 60 пункт Б с правом ношения военной формы одежды. После отставки он занялся другим любимым делом — литературным творчеством. Так начался его путь в большую литературу.
Скончался 13 декабря 2015 года.

## Творчество
Первая книга «Путь сокола» вышла в 1975 году. Основная тема произведений Азата Магазова — жизнь и быт летчиков, их героический и напряженный труд. Писатель исследует разные стороны их жизни. В повести «Путь сокола» повествуется о жизни авиаторов мирных лет, и герои даются в социально-психологическом, бытовом плане; в повести «Звезда на небосклоне» акцент делается на гражданскую ответственность личности, на преемственность гражданских традиций. Повесть «После заморозков — рябина сладкая» построена на «парном» сюжете: одна сюжетная линия повествует о любви, семейных взаимоотношениях главных героев — учительницы и летчика, другая же посвящена жизни людей деревни 80-х гг.
В 1996—2005 годы Азат Магазов работал над созданием крупного эпического произведения — над трилогией «Жернова». В ней повествуется о нелегкой жизни в 1920—1950 гг. деревень, расположенных вдоль реки Дим.

### Изданные книги
- Путь сокола. Повесть. Уфа, 1975 г. (в переводе на баш. Х. Назара.)
- У тружеников неба. Повесть для детей. Уфа, 1976 г.
- Звезда на небосклоне. Повесть. Уфа, 1977 г. (на башк.)
- Взлёт. Повесть. Уфа, 1979 г. (на башк)
- И в небе много дорог. Повести. Москва, 1979 г. (на русском)
- Взлет. Повести. Москва, 1980 г. (на русском)
- Мирные крылья Башкирии. Док. повесть. Уфа, 198З г. (на русском)
- Рябина сладкая. Повесть. Уфа, 1984 г. (на башк.)
- Ради родной земли. Повести. Уфа, 1986 г. (на башк.)
- Мечты устремляются в небо. Повесть для детей. Уфа, 1988 г. (на башк.)
- По затерянному следу. Фантастическая повесть. Уфа, 1991 г. (на башк.)
- Взлёт. Повесть. Уфа, 1991 г. (на русском)
- Исповедь. Роман. Уфа, 1996 г. (на башк.)
- Крутятся мельничные жернова. Роман. Уфа, 1996 г. (на тат.яз.)
- Текут воды. Роман. Уфа, 2001 г. (на тат.яз.)
- Жизнь-колесо. Роман. Уфа, 2006 г. (на тат.яз.)
- Исповедь. Роман. Уфа, 2008 г. (на русском)
- Серп луны в верховье Дёмы. Роман-трилогия. Уфа, 2010 г. (на башк.)

## Звания, награды и премии
- Лауреат премии им. Акмуллы (1997 год)
- Лауреат премии Министерства культуры РБ и Союза писателей Башкортостана имени Мусы Гареева (2013 год).
- Дважды Героя Советского Союза  Награжден орденами Отечественной войны II степени (1985 год), Красной Звезды (1968 год).
- Заслуженный работник культуры Башкирской АССР (1984 год)
- Член Союз писателей Республики Башкортостан с 1973 года, Член Союза писателей России с 1976 года
- Председатель правления Башкирского Республиканского отделения Российского фонда мира. (1981—1991 гг.)